# Trichomycterus stawiarski
Trichomycterus stawiarski е вид лъчеперка от семейство Trichomycteridae.

## Разпространение
Видът е разпространен в Бразилия.